# 위험한 정사
《위험한 정사》(영어: Fatal Attraction)는 미국에서 제작된 에이드리언 라인 감독의 1987년 심리 스릴러 영화이다. 마이클 더글러스, 글렌 클로스, 앤 아처 등이 출연하였고, 스탠리 R. 재피 등이 제작에 참여하였다. 1980년 영국 단편 영화 《다이버전》(Diversion)에 기반을 두었다.
이 영화는 1987년 9월 18일 파라마운트 픽처스에 의해 개봉되었다. 1987년 전체 흥행 2위를 차지혔다.
1988년 제60회 아카데미상에서 작품상, 감독상, 여우주연상(글렌 클로스), 여우조연상(앤 아처)을 비롯하여 6개 부문에 후보로 올랐다.
이 영화는 일종의 대중문화 현상이 되었으며, 1980년대 말부터 1990년대 중반까지 이어진 에로 스릴러 장르 유행을 촉발하였다.
2023년 이 영화를 원작으로 한 동명 텔레비전 드라마가 파라마운트+를 통해 1 시즌 방영된 후 취소되었다.

## 줄거리
뉴욕 로펌 변호사 댄은 회사에서 승승장구 중이며 금슬이 좋은 아내 베스와의 사이에 딸 하나를 두고 행복한 결혼 생활을 하고 있다. 하지만 관능적인 책 편집자 앨릭스와 가벼운 마음으로 하룻밤 관계를 가진 이후로 모든 것이 달라진다. 댄에게 차인 앨릭스는 자해를 하는 등 매우 불안정한 모습을 보이고, 곧 댄에게 집착하며 댄과 그의 가족을 스토킹하기 시작한다.

## 출연
- 마이클 더글러스 - 댄 갤러거 역
- 글렌 클로스 - 앨릭스 포러스트 역
- 앤 아처 - 베스 로저슨 갤러거 역
- 스튜어트 팬킨 - 지미 역
- 엘런 폴리 - 힐디 역
- 프레드 귄 - 아서, 댄의 상사 역
- 메그 먼디 - 조앤 로저슨 역
- 로이스 스미스 - 마사, 댄의 비서 역
- 제인 크러카우스키 - 크리스틴 역

## 제작

### 섭외
이 영화의 여주인공으로 고려된 배우로는 바버라 허시, 이자벨 아자니, 트레이시 얼먼, 미란다 리처드슨, 엘런 바킨, 데브라 윙어, 수전 서랜던, 제시카 랭, 주디 데이비스, 멜러니 그리피스, 미셸 파이퍼, 커스티 앨리가 있다.

### 다른 결말
원래 영화 결말은 앨릭스가 나비 부인을 들으며 댄이 두고 간 칼로 목을 그어 자살해 댄이 자신을 살해한 것처럼 위장하고, 댄은 살인 혐의로 체포된다. 나중에 베스는 앨릭스가 남긴 카세트를 발견하고 그 안에서 앨릭스가 자살했음을 증거할 수 있는 구절을 찾아내 경찰서로 향한다.
시험 상영에서 결말을 향한 관객들 반응이 좋지 않자 시험 상영을 진행한 조지프 패럴은 결말을 새로 찍어야 한다고 파라마운트에 건의하였다. 배우들 대다수, 특히 앤 아처, 글렌 클로스가 이 변화에 반대하였으며, 작가 제임스 디어든은 각본을 고쳐쓰기를 거부하다가 나중에서야 마지못해 받아들였다. 디어든은 2014년 가디언에 기고한 글에서 자신이 고친 결말부에는 성차별 요소가 있었다며 후회를 표하면서, 자신은 여주인공을 괴물이 아니라 "비정한 도시에서 힘든 직장 일을 해나가는 슬프고 비극적이며 외로운 여성"으로 그려내고 싶었다고 밝혔다.
일본의 최초 상영에서는 이 결말이 쓰였다. 1992년 파라마운트에서 발매한 VHS 특별판과 레이저디스크, 2002년 나온 DVD에 이 결말이 실렸다.

## 기타 제작진
- 미술: 멜 본
- 의상: 엘런 미로지닉

## 우리말 녹음
MBC 성우진 (2004년 3월 14일)
- 박일 - 댄 (마이클 더글러스)
- 송도영 - 베스 (앤 아처)
- 윤소라 - 앨릭스 (글렌 클로스)
- 안정현
- 김용식
- 김태훈
- 기경옥
- 김서영
- 최한
- 문남숙
- 박신희
- 방성준
- 이원찬
- 정재헌
- 조현정